# Radicaal 141
Radicaal 141 is een van de 29 van de 214 Kangxi-radicalen dat bestaat uit zes strepen.
In het Kangxi-woordenboek zijn er 114 karakters die dit radicaal gebruiken.

## Karakters met het radicaal 141

Tijger

| Strepen | Karakter          |
| ------- | ----------------- |
| + 0     | 虍                |
| + 2     | 虎 虏             |
| + 3     | 虐                |
| + 4     | 虑 虒 虓 虔       |
| + 5     | 處 虖 虗 虘 虙 虚 |
| + 6     | 虛                |
| + 7     | 虜 虝 虞 號       |
| + 8     | 虠 虡             |
| + 9     | 虢 虣             |
| + 10    | 虤 虥 虦          |
| + 11    | 虧 虨             |
| + 12    | 虩                |
| + 20    | 虪                |

Orakelbotkarakter
Groot zegelkarakter
Klein zegelkarakter